# Ràtzia de 794
La ràtzia de 794 fou una expedició militar andalusina contra el Regne d'Astúries.

## Antecedents
Després de l'abdicació de Beremund arran de la seva derrota a la batalla de Burbia, Alfons II el Cast va tornar a Astúries i fou proclamat rei, acabant-se el període de relativa pau amb els musulmans de períodes anteriors.

## Desenvolupament de la campanya
El 794 dues columnes enviades per Hixam I assolaren el Regne d'Astúries, la comandada per Abd-al-Karim ibn Abd-al-Wàhid ibn Mughith atacava Àlaba sense problemes mentre que el seu germà Abd-al-Màlik ibn Abd-al-Wàhid ibn Mughith atacava el centre del regne conquerint i va assolant Oviedo, la nova capital d'Astúries.

## Conseqüències
Quan tornava per la mateixa via que havia utilitzat per penetrar en el país, la calçada de la Mesa, se li va avançar Alfons II d'Astúries i en un lloc anomenat Lutos, entre Tinéu i Cangas de Tineo, va sorprendre i aniquilar a l'exèrcit islamita.
Durant el seu regnat, Alfons II d'Astúries realitzà expedicions de càstig cap al sud, arribant a Lisboa el 798.